# 埃及蚂蚱
埃及蚂蚱是剑角蝗科树蝗属的一个种。它生活在欧洲大部分地区，非洲热带生态区，古北界东部、近东和北非。
它是欧洲最大的蝗虫之一。成年雄性长度达到30—55（1.2—2.2英寸），而雌性长度达到65—70（2.6—2.8英寸）。
它们的身体通常是灰色、棕色或橄榄色，触角比较短而强健。后腿胫骨为蓝色，股骨橙色。后股骨有特征暗痕。其眼睛有垂直的黑色和白色条纹，也是容易区别这种物种。前胸背板有橙色条纹和几个白色的小斑点。翅膀清楚，有深色印记。
该物种是食叶动物。这是一个单一的物种，不危害庄稼。成虫主要在八月和九月温暖和干燥的栖息地可以见到。
交配后越冬。产卵在春天，土壤表面之下，若虫出现在四月。若虫有成虫的形状，它们的颜色从黄色到亮绿色，翅膀缺失或很小，因为翅膀在每次蜕皮后逐渐发育起来。

## 亚种
- Anacridium aegyptium var. rubrispinum  Bei-Bienko, 1948  - Anacridium rubrispinum  Bei-Bienko, 1948